# پیاسکی وی‌زی-۸ جیپ هوایی
پیاسِکی وی‌زی-۸ جیپ هوایی (به انگلیسی: Piasecki VZ-8 Airgeep) یک هواگرد عمودپرواز ساخت شرکت هواگردسازی پیاسکی بود. جیپ هوایی به درخواست نظام آمریکا برای برطرف کردن نیاز ترابری ارتش این کشور به‌صورت آزمایشی ساخته شد. جیپ هوایی به گونه‌ای ساخته شد که پرواز با آن ساده‌تر از پرواز با بالگردها باشد.

## طراحی و توسعه
وی‌زی-۸ طرح یک بالگرد عمودپرواز با پروانه‌های پشت سرهم سه‌تیغه و ساختار فن کانال‌دار بود. ارتش ایالات متحده آمریکا برای برطرف کردن نیازهای خود برنامه‌ای را آغاز کرد و آن را وی‌زی (VZ) نام نهاد و با تأمین بودجهٔ شرکتهای گوناگون از آنها خواست محصول ویژه‌ای را تولید کنند. شرکت پیاسکی طرح تولید یک بالگرد دو روتور را ارائه کرد که صندلی دو خلبان در میان دو ملخ جای داشت. این بالگرد آزمایشی دارای ۲ موتور پیسستونی لایکومینگ ۳۶۰، هریک با توان ۱۸۰ اسب بخار بود. دو روتور با یک گیربکس مرکزی با هم هماهنگ شده بودند.
پیش نمونه دوم با یک موتور توربوشفت فرانسوی با توان ۴۲۵ اسب بخار تولید شد و دارای دو صندلی‌پران خلبان بود. این مدل برای نخستین بار در ۱۹۶۲ پرواز کرد. این بالگرد چندمنظوره برای پرواز در نزدیک زمین ساخته شده بود، ولی توانایی داشت به ارتفاع چند کیلومتری از سطح زمین نیز برسد. همچنین رادارگریز بود و در رادارهای آن زمان مشاهده نمی‌شد. با اینکه وی‌زی-۸ دارای این ویژگی‌ها بود، ولی در نگاه ارتش آمریکا این پرنده هیچ فرقی با کرایسلر وی‌زی-۶ و کورتیس-رایت وی‌زی-۷ نداشت و ارتش اعلام کرد که چنین بالگردهایی در میدان نبرد بی‌کاربرد هستند؛ بنابراین دستور ساخت بالگردهای متعارف را به شرکتهای آمریکایی داد.

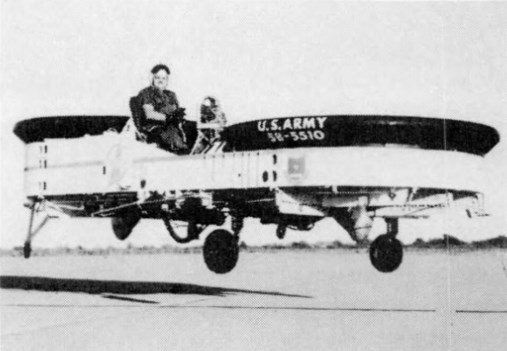
۱۹۵۹ پیش‌نمونه
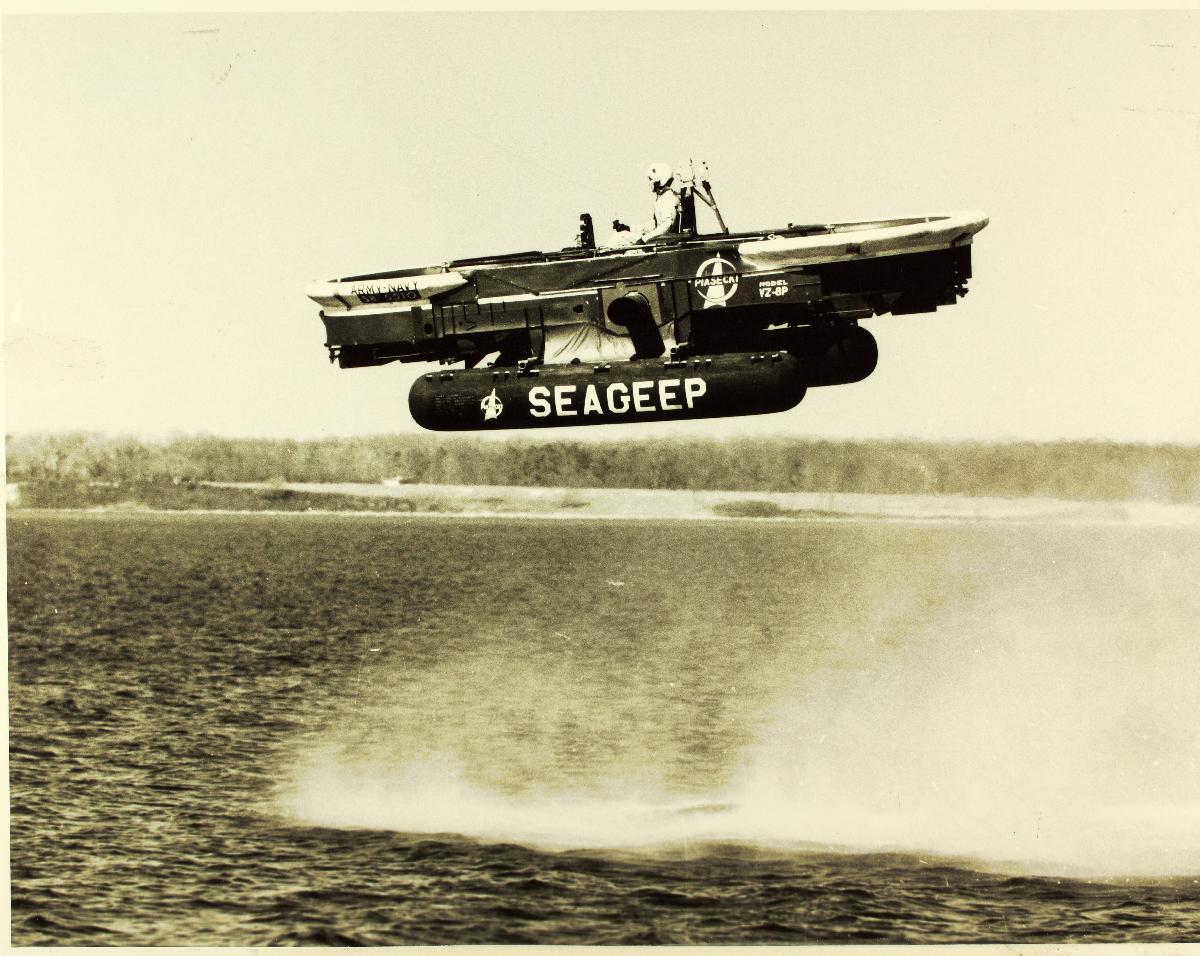
۱۹۶۱ ارتشی
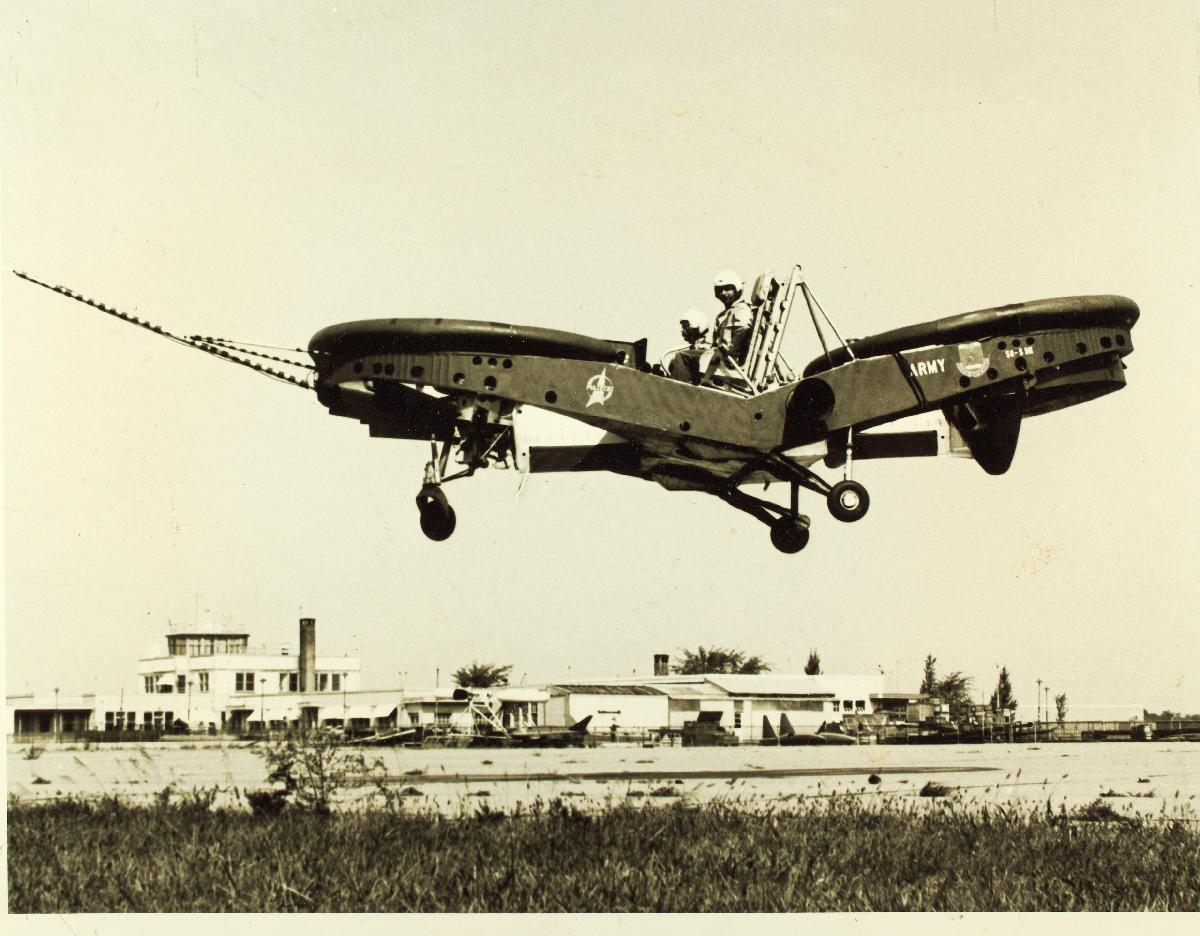
۱۹۶۲ ارتشی

## مشخصات وی‌زی-۸
داده‌ها از Jane's All the World's Aircraft 1962-63 Flying Jeeps: The US Army's Search for the Ultimate 'Vehicle'
ویژگی‌های عمومی
- خدمه: two (pilot and co-pilot/gunner)
- ظرفیت: up to three passengers
- طول: ۲۴ فوت ۵ اینچ (۷٫۴۵ متر)
- عرض: ۹ فوت ۳ اینچ (۲٫۸۲ متر)
- ارتفاع: ۵ فوت ۱۰ اینچ (۱٫۷۸ متر)
- وزن خالی: ۲٬۶۱۱ پوند (۱٬۱۸۴ کیلوگرم)
- وزن ناخالص: ۳٬۶۷۰ پوند (۱٬۶۶۵ کیلوگرم)
- بیشترین وزن برخاست: ۴٬۸۰۰ پوند (۲٬۱۷۷ کیلوگرم)
- پیشرانه: ۲ عدد turbo-shaft engines Turbomeca Artouste IIC, ۵۵۰ اسب بخار (۴۱۰ کیلووات)  در هر موتور
- قطر روتور اصلی: ۲ عدد ۸ فوت ۲ اینچ (۲٫۵ متر)

عملکرد
- حداکثر سرعت: ۷۳ گره (۸۵ مایل بر ساعت، ۱۳۶ کیلومتر بر ساعت)
- سرعت کروز: ۶۰ گره (۷۰ مایل بر ساعت، ۱۱۲ کیلومتر بر ساعت)
- بُرد: ۳۰ مایل دریایی (۳۵ مایل، ۵۶ کیلومتر)
- حداکثر ارتفاع: ۲٬۹۹۹ فوت (۹۱۴ متر)

تسلیحات

- اسلحه‌ها: Provision for one recoilless rifle - not fitted